# S.A. Mann Brand
SA-Mann Brand (En alemán: Sturmabeilung-Hombre Fuego) es una película propagandística alemana realizada en la época en que Adolf Hitler se convirtió en canciller de Alemania. Fue lanzada a mediados de junio de 1933.
La película presenta la historia de un camionero, Fritz Brand, que se une a las Sturmabteilung para defender a Alemania contra la subversión comunista orquestada desde Moscú. Persuade a su círculo social del peligro inminente y la necesidad de apoyar a Hitler en las elecciones federales.
Una crítica en el New York Times señaló favorablemente el valor de producción de la película y la ausencia de cualquier mensaje antisemita, al tiempo que expresó desprecio por su argumento poco sofisticado.

## Reparto
- Heinz Klingenberg como Fritz Brand
- Wera Liessem como Anni Baumann
- Rolf Wenkhaus como Erich Lohner
- Hedda Lembach como Margaret Lohner
- Otto Wernicke como el Padre Brand
- Elise Aulinger cono Frau Brand, su esposa
- Joe Stöckel como Anton Huber
- Helma Rückert como Genoveva Huber
- Max Weydner cono Alexander Turow, agente soviético
- Philipp Weichand como SA-Anfitrión
- Fritz Greiner como el viejo Baumann
- Magda Lena como Frau Baumann, su esposa
- Rudolf Frank como propietario de la Fábrica Neuberg
- Manfred Koempel como Schmidt, líder de las tropas de las SA
- Theo Kaspar como Spitzer, un comunista
- Wastl Witt como Anfitrión del "Café Diana"
- Rudolf Kunig: Ayuntamiento Rolat
- Josef Eichheim como desconocido